# V628 Возничего
V628 Возничего (лат. V628 Aurigae) — двойная затменная переменная звезда типа Алголя (EA) в созвездии Возничего на расстоянии (вычисленном из значения параллакса) приблизительно 4869 световых лет (около 1493 парсеков) от Солнца. Видимая звёздная величина звезды — от +16,31m до +15,71m. Орбитальный период — около 1,313 суток.

## Характеристики
Первый компонент — оранжево-жёлтый карлик спектрального класса K-G. Радиус — около 0,97 солнечного, светимость — около 0,546 солнечной. Эффективная температура — около 5047 K.